# Epicypta longicalcar
Epicypta longicalcar är en tvåvingeart som beskrevs av Günther Enderlein 1910. Epicypta longicalcar ingår i släktet Epicypta och familjen svampmyggor. Inga underarter finns listade i Catalogue of Life.